# 7909 Ziffer
7909 Ziffer eller 1975 SK är en asteroid i huvudbältet som upptäcktes den 30 september 1975 av den amerikanska astronomen Schelte J. Bus vid Palomar-observatoriet. Den är uppkallad efter Julie Ziffer.
Asteroiden har en diameter på ungefär 11 kilometer och den tillhör asteroidgruppen Themis.